# Physalis angustior
Physalis angustior är en potatisväxtart som beskrevs av Umaldy Theodore Waterfall. Physalis angustior ingår i släktet lyktörter, och familjen potatisväxter. Inga underarter finns listade i Catalogue of Life.